# Thomas-Marie-Joseph Gousset
Thomas-Marie-Joseph Gousset (ur. 1 maja 1792 w Montigny-lès-Cherlieu, zm. 22 grudnia 1866 w Reims) – francuski duchowny katolicki, kardynał, arcybiskup Reims, senator II Cesarstwa Francuskiego, teolog.

## Życiorys
Święcenia kapłańskie przyjął 22 lipca 1817. 1 lutego 1836 został wybrany biskupem Périgueux. 6 marca 1836 przyjął sakrę z rąk arcybiskupa Hyacinthe-Louis de Quélena (współkonsekratorami byli biskupi Charles de Forbin-Janson i Eugène de Mazenod). 13 lipca 1840 objął stolicę metropolitalną Reims, na której pozostał już do śmierci. 30 września 1850 Pius IX wyniósł go do godności kardynalskiej z tytułem prezbitera San Callisto. 